# 3616 Glazunov
3616 Glazunov (1984 JJ2) là một tiểu hành tinh vành đai chính được phát hiện ngày 3 tháng 5 năm 1984 bởi Zhuravleva, L. ở Nauchnyj.